# Martin Pouva
Martin Pouva (15. prosince 1963 Litoměřice) je český moderátor a novinář.

## Životopis
Vystudoval Fakultu tělesné výchovy a sportu Univerzity Karlovy. Pak působil v Německu jako tenisový trenér. V letech 1996–1998 pracoval jako moderátor a sportovní komentátor na TV Premiéra, poté do roku 2003 moderoval sportovní část zpravodajství na Primě. Zde komentoval i přenosy Formule 1.V letech 1996–2003 komentoval sportovní přenosy tenisu, motorismu a bowlingu na Eurosportu. Následující dva roky působil jako moderátor zpravodajství na TV Praha.
Od roku 2006 působí v TV Nova. Do roku 2014 vedl projekt Formule 1 na Nově a moderoval studio, které se vysílalo před a po skončení přenosu ze závodů Formule 1. V letech 2009–2014 moderoval sportovní zprávy po Televizních novinách. Od října 2014 moderuje s Kristinou Kloubkovou hlavní zpravodajskou relaci TV Nova, Televizní noviny.